# L’Adroit (1927)
L'Adroit – francuski niszczyciel typu L'Adroit z okresu II wojny światowej. Okręt wszedł do służby w październiku 1929 roku. 

## Historia
Zamówienie na jedną z pierwszych jednostek serii L'Adroit zostało złożone w stoczni Ateliers et Chantiers de France w Dunkierce 25 listopada 1924 roku. Rozpoczęcie budowy okrętu nastąpiło 
26 kwietnia 1925 roku. Wodowanie miało miejsce 1 kwietnia 1927 roku, wejście do służby w październiku 1927 roku. Wiosną 1940 roku był częścią francuskich sił chroniących wybrzeże w rejonie kanału La Manche. Zatonął 25 maja 1940 roku, w wyniku ataku niemieckiego lotnictwa.